# Mylabris variabilis
Mylabris variabilis is een oliekever die voorkomt in Zuid- en Oost-Europa. De soort kan een lengte bereiken van 7 tot 16 mm. De soort komt voor van juni tot september.